# Antillobisium mitchelli
Antillobisium mitchelli är en spindeldjursart som beskrevs av Dumitresco och Traian Orghidan 1977. Antillobisium mitchelli ingår i släktet Antillobisium och familjen Bochicidae. Inga underarter finns listade i Catalogue of Life.